# Abdelcarim
Abdelcarim (Ab-al-Karim) ou Khwája 'Abdu-l Karím Khán foi autor do curioso livro de memórias Bayan-i-Waki, que oferece dados importantes acerca da história do Industão e sobre a história dos persas do século XVIII.
O Bayan-i-Waki faz parte da coletânea de crônicas reeditadas posteriormente em Londres, por H. M. Elliot e John Dowson sob o título The History of India, as Told by Its Own Historians .